# مستقبل إنترفيرون غاما 2
مستقبل إنترفيرون غاما 2 (بالإنجليزية: Interferon gamma receptor 2)‏ (IFNGR2) هو بروتين يتم تشفيره عند البشر بواسطة جين IFNGR2.

## الوظيفة
يُشفّر هذا الجين (IFNGR2) السلسلة بيتا التي لا ترتبط بالربيطة من مستقبلات الإنترفيرون جاما. يتكون مستقبل الإنترفيرون جاما البشري من مركب متعدد البروتينات يضم سلسلتين من مستقبل إنترفيرون غاما 1 (المشفرة بواسطة جين IFNGR1) وسلسلتين من مستقبل إنترفيرون غاما 2.

## الأهمية السريرية
الطفرات في جين مسقبل إنترفيرون غاما 2 تؤدي إلى زيادة القابلية للإصابة بمسببات الأمراض داخل الخلايا مثل المتفطرات مما يسبب مرض يعرف باسم العدوى العائلية المنتشرة بالجرثومة الفُطرية اللانمطية (بالإنجليزية: Familial Disseminated Atypical Mycobacterial Infection)‏ حيث يعتبر من أمراض نقص المناعة الأولية ويظهر على المريض أعراض مثل ضيق النفس، الحمى المتكررة والسعال المنتج أي مصحوب بإفرزات رئوية.

## روابط خارجية
- مستقبل إنترفيرون غاما 2 في نظام فهرسة المواضيع الطبية (MeSH) للمكتبة الوطنية الأمريكية للطب.